# Natasha Leggero
Natasha Leggero (IPA: /lɛˈʒɛəroʊ/) (Rockford, 1974. március 26. –) amerikai humorista, színésznő és író.

## Gyermekkora és tanulmányai
1974. március 26-án született az Illinois állambeli Rockfordban, olasz és svéd származású. Római katolikusnak nevelkedett, de felnőttként áttért a judaizmusra.
10 évesen kezdett színdarabokban játszani Chicagóban. Leggero a Rockford East High Schoolba járt, és tinédzserként egy élelmiszerboltban dolgozott.
A középiskola elvégzése után az Illinois Állami Egyetemre járt, ahol két évig tanult. Tanulmányai közben egy félévet Angliában töltött. Az Egyetem alatt felvételizett a chicagói Stella Adler Konzervatóriumba, és felvételt nyert a színházi programba. Ezután New Yorkba költözött, hogy két évig a konzervatóriumban tanulhasson.
Nem sokkal a szeptember 11-i támadások előtt Los Angelesbe költözött.

## Magánélete
2016-tól a Los Angeles-i Silver Lake-ben lakik.
2011 és 2012 között Duncan Trussell komikussal járt, akivel együtt vezette a The Lavender Hour című podcastet.
2015-ben feleségül ment a szintén komikus Moshe Kasherhez. Egy 2017. október 3-i, Stephen Colbertnek adott interjúban Leggero elmondta, hogy Kasherrel első gyermeküket várják. 2018. február 24-én az Instagramon jelentette be kislányuk születését.

## Filmográfia

### Film
| Év   | Magyar cím                          | Eredeti cím                                  | Szerep                 | Magyar hang        |
| ---- | ----------------------------------- | -------------------------------------------- | ---------------------- | ------------------ |
| 2007 |                                     | The Exorcist Chronicles                      | Leah                   |                    |
| 2009 | Nem kellesz eléggé                  | He's Just Not That Into You                  | Amber Gnech            | Bogdányi Titanilla |
| 2013 |                                     | Tome of the Unknown (rövidfilm)              | Beatrice               |                    |
| 2013 |                                     | Dealin' with Idiots                          | Tipsy Jessica          |                    |
| 2014 | Rossz szomszédság                   | Neighbors                                    | utcai prostituált      |                    |
| 2014 | Kamuzsaruk                          | Let's Be Cops                                | Annie                  | Czirják Csilla     |
| 2015 |                                     | The Breakup Girl                             | Kim                    |                    |
| 2015 |                                     | A Better You                                 | Tamara                 |                    |
| 2016 | Az újrakezdés                       | The Do-Over                                  | Nikki                  |                    |
| 2018 | Jönnek a kacsák                     | Duck Duck Goose                              | Jin Jing (hangja)      | Bogdányi Titanilla |
| 2020 | Jó utat a tudatmódosítók világában! | Have a Good Trip: Adventures in Psychedelics | Carrie Fisher fiatalon |                    |
| 2023 |                                     | First Time Female Director                   | N/A                    |                    |
| 2023 | Vén csókák                          | Old Dads                                     | Kelly                  | Bogdányi Titanilla |

### Stand-up comedy
| Év   | Cím                            | Megjegyzés                          |
| ---- | ------------------------------ | ----------------------------------- |
| 2011 | Comedy Central Presents        | félórás különkiadás                 |
| 2011 | Coke Money                     | Comedy Central album                |
| 2015 | Live at Bimbo's                | Comedy Central különkiadás          |
| 2018 | The Honeymoon Stand Up Special | Netflix különkiadás Moshe Kasherrel |

### Talk show
| Év    | Cím                           | Megjegyzések             |
| ----- | ----------------------------- | ------------------------ |
| 2013  | Tubbin' with Tash             | 7 epizódos websorozat    |
| 2019– | The Endless Honeymoon Podcast | podcast Moshe Kasher-rel |

## Fordítás
- Ez a szócikk részben vagy egészben  a   Natasha Leggero című angol Wikipédia-szócikk fordításán alapul.  Az eredeti cikk szerkesztőit annak laptörténete sorolja fel. Ez a jelzés csupán a megfogalmazás eredetét és a szerzői jogokat jelzi, nem szolgál a cikkben szereplő információk forrásmegjelöléseként.